# Дом № 5 по 1-му Хвостову переулку
Здание в Москве по адресу 1-й Хвостов переулок, дом 5 расположено в 300 метрах от станции метро «Полянка».

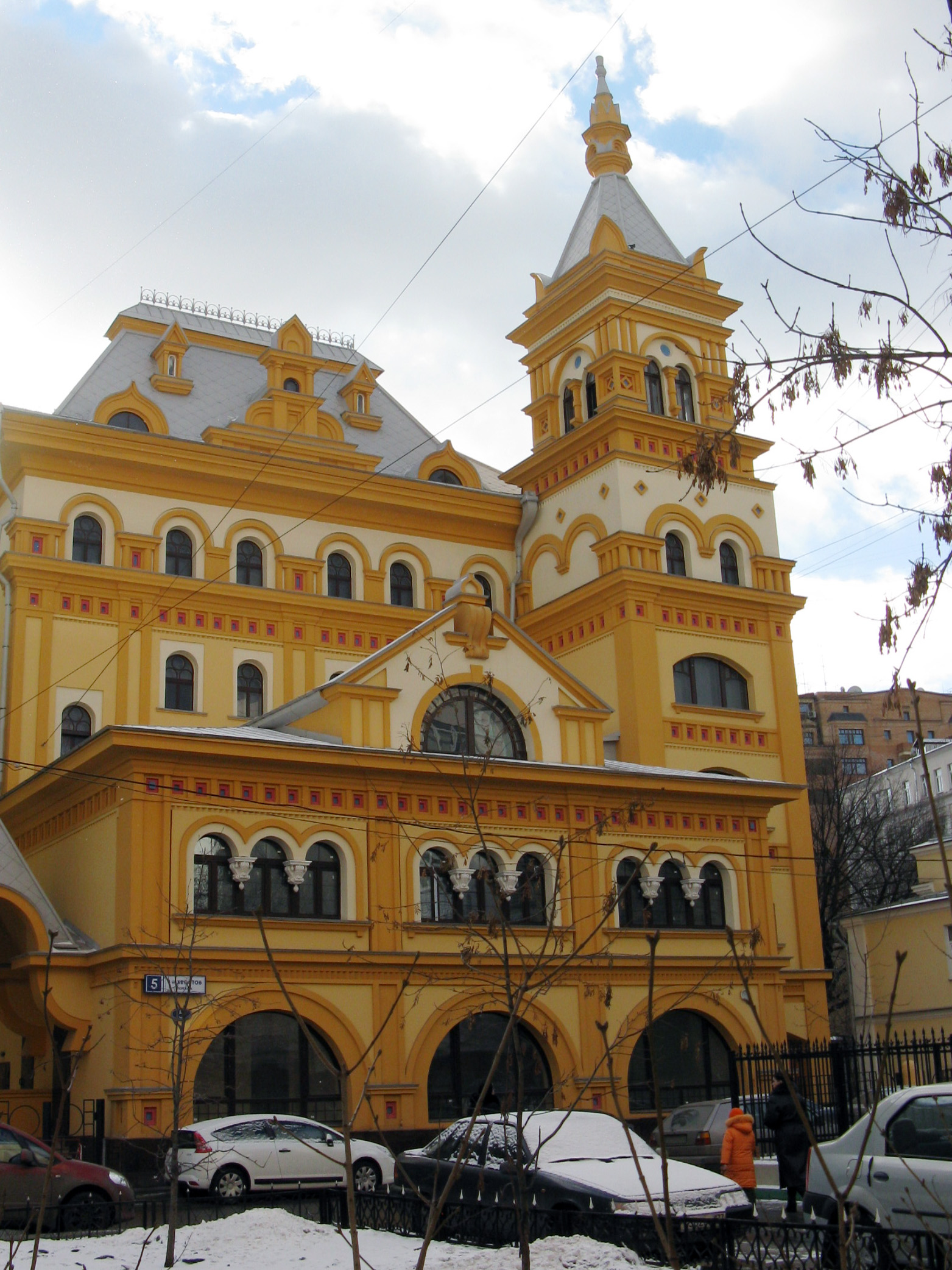

Построен в 1997 году для квартир и офисов архитекторами Михаилом Леоновым и Александром Щукиным (Моспроект-2, мастерская 5). Здание из стекла и бетона повторяет неорусский стиль. Характерны резные окна, арки, шатёр, декор в русском стиле, башня с золотистой верхушкой.
По мнению сетевого издания «КУДАГО», дом-теремок — один из самых необычных современных домов Москвы.
Площадь дома — около 3000 квадратных метров, имеется территория площадью 0.17 гектара, огороженная кованым забором, и подземный паркинг на 16 машино-мест.